# Lista över olympiska medaljörer i taekwondo

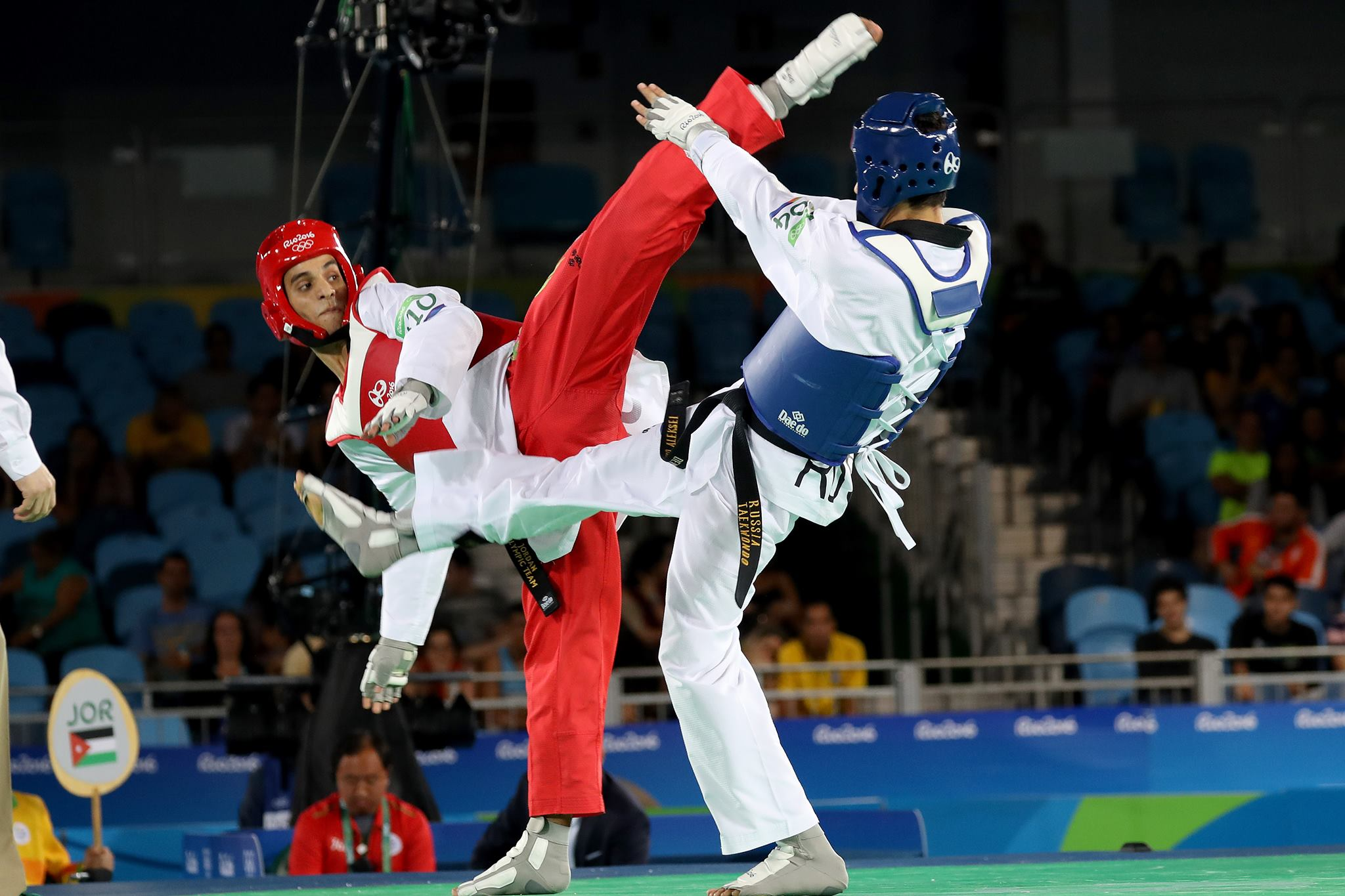
Finalen i herrarnas 68-kilosklass vid olympiska spelen 2016.

Taekwondo blev en olympisk sport vid olympiska sommarspelen 2000 i Sydney. Innan dess hade sporten varit med som demonstrationssport vid olympiska sommarspelen 1988 och 1992. Traditionellt brukar taekwondotävlingar bestå av åtta viktklasser per kön, vid olympiska spelen minskas antalet till fyra då Internationella olympiska kommittén (IOC) begränsar det totala antalet tävlande till 128.
Tävlingsformatet för taekwondo består av en utslagsturnering för att bestämma guld- och silvermedaljörerna. Förlorarna från semifinalerna går direkt till bronsmatcherna, de övriga tävlande som förlorat mot finalisterna delas in i två pooler och vinnarna i dessa pooler går vidare till bronsmatcherna. Vid olympiska sommarspelen 2000 och 2004 återkvalade samtliga som förlorat mot vinnarna och bara en bronsmedaljör utsågs.
Sydkorea är den mest framgångsrika nationen i olympisk taekwondo med 25 medaljer (14 guld, tre silver och åtta brons). Kina är den näst mest framgångsrika nationen med 13 medaljer följt av USA med tio medaljer. Totalt har 56 guldmedaljer, 56 silvermedaljer och 96 bronsmedaljer delats ut sedan 2000, till idrottare från 41 olika länder.

## Damer

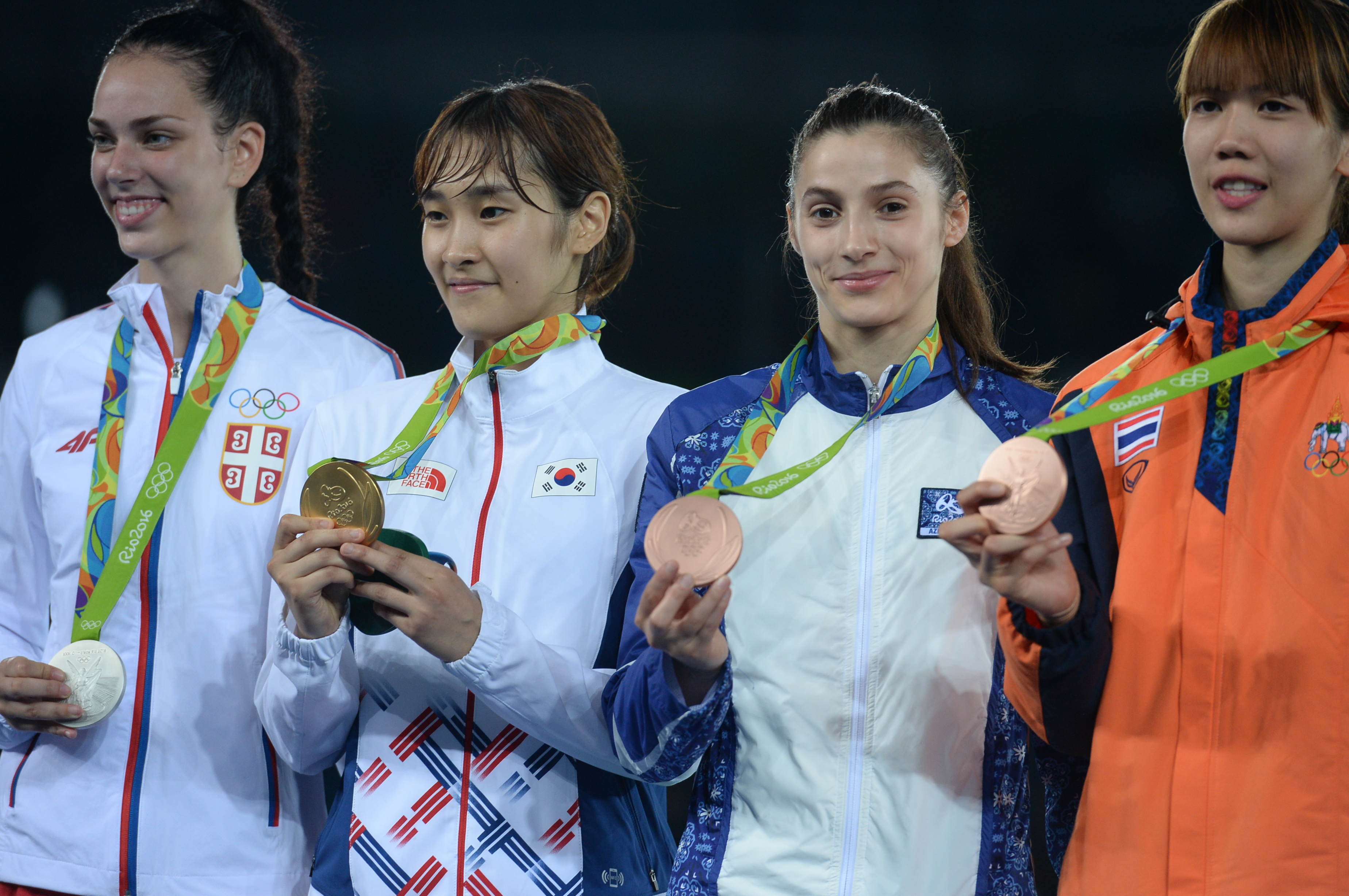
Medaljörerna i 49-kilosklassen 2016.

### Flugvikt 49 kg
| Spel                            | Guld                            | Silver                  | Brons                        |
| Sydney 2000 Detaljer...         | Lauren Burns (AUS)              | Urbia Melendez (CUB)    | Chi Shu-ju (TPE)             |
| Aten 2004 Detaljer...           | Chen Shih-hsin (TPE)            | Yanelis Labrada (CUB)   | Yaowapa Boorapolchai (THA)   |
| Peking 2008 Detaljer...         | Wu Jingyu (CHN)                 | Buttree Puedpong (THA)  | Daynellis Montejo (CUB)      |
| Peking 2008 Detaljer...         | Wu Jingyu (CHN)                 | Buttree Puedpong (THA)  | Dalia Contreras (VEN)        |
| London 2012 Detaljer...         | Wu Jingyu (CHN)                 | Brigitte Yagüe (ESP)    | Chanatip Sonkham (THA)       |
| London 2012 Detaljer...         | Wu Jingyu (CHN)                 | Brigitte Yagüe (ESP)    | Lucija Zaninović (CRO)       |
| Rio de Janeiro 2016 Detaljer... | Kim So-hui (KOR)                | Tijana Bogdanović (SRB) | Patimat Abakarova (AZE)      |
| Rio de Janeiro 2016 Detaljer... | Kim So-hui (KOR)                | Tijana Bogdanović (SRB) | Panipak Wongpattanakit (THA) |
| Tokyo 2020 Detaljer...          | Panipak Wongpattanakit (THA)    | Adriana Cerezo (ESP)    | Abishag Semberg (ISR)        |
| Tokyo 2020 Detaljer...          | Panipak Wongpattanakit (THA)    | Adriana Cerezo (ESP)    | Tijana Bogdanović (SRB)      |
| Paris 2024 Detaljer...          | Panipak Wongpattanakit Thailand | Guo Qing Kina           | Mobina Nematzadeh Iran       |
| Paris 2024 Detaljer...          | Panipak Wongpattanakit Thailand | Guo Qing Kina           | Lena Stojković Kroatien      |

### Fjädervikt 57 kg

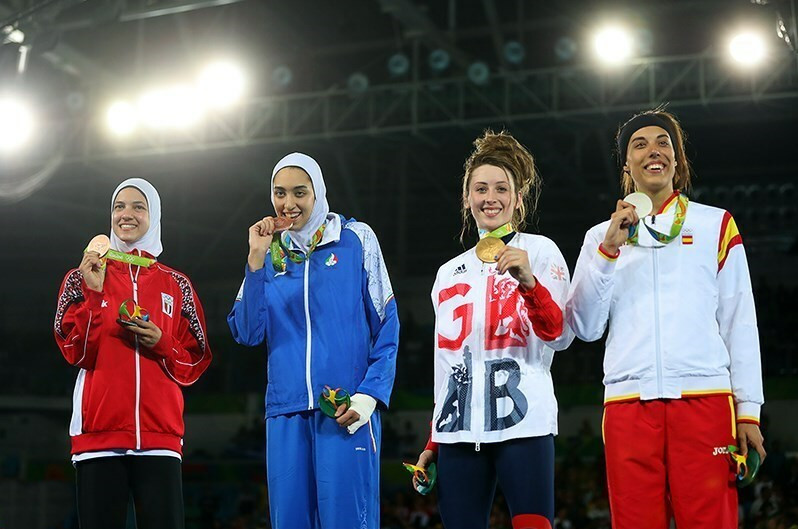
Medaljörerna i 57-kilosklassen 2016.

| Spel                            | Guld                     | Silver                | Brons                     |
| Sydney 2000 Detaljer...         | Jung Jae-eun (KOR)       | Tran Hieu Ngan (VIE)  | Hamide Bıkçın Tosun (TUR) |
| Aten 2004 Detaljer...           | Jang Ji-won (KOR)        | Nia Abdallah (USA)    | Iridia Salazar (MEX)      |
| Peking 2008 Detaljer...         | Lim Su-jeong (KOR)       | Azize Tanrıkulu (TUR) | Diana López (USA)         |
| Peking 2008 Detaljer...         | Lim Su-jeong (KOR)       | Azize Tanrıkulu (TUR) | Martina Zubčić (CRO)      |
| London 2012 Detaljer...         | Jade Jones (GBR)         | Hou Yuzhuo (CHN)      | Marlène Harnois (FRA)     |
| London 2012 Detaljer...         | Jade Jones (GBR)         | Hou Yuzhuo (CHN)      | Tseng Li-cheng (TPE)      |
| Rio de Janeiro 2016 Detaljer... | Jade Jones (GBR)         | Eva Calvo (ESP)       | Kimia Alizadeh (IRI)      |
| Rio de Janeiro 2016 Detaljer... | Jade Jones (GBR)         | Eva Calvo (ESP)       | Hedaya Malak (EGY)        |
| Tokyo 2020 Detaljer...          | Anastasija Zolotic (USA) | Tatjana Minina (ROC)  | Lo Chia-ling (TPE)        |
| Tokyo 2020 Detaljer...          | Anastasija Zolotic (USA) | Tatjana Minina (ROC)  | Hatice Kübra İlgün (TUR)  |
| Paris 2024 Detaljer...          | Kim Yu-jin Sydkorea      | Nahid Kiani Iran      | Skylar Park Kanada        |
| Paris 2024 Detaljer...          | Kim Yu-jin Sydkorea      | Nahid Kiani Iran      | Kimia Alizadeh Bulgarien  |

### Mellanvikt 67 kg
| Spel                            | Guld                   | Silver                     | Brons                  |
| Sydney 2000 Detaljer...         | Lee Sun-hee (KOR)      | Trude Gundersen (NOR)      | Yoriko Okamoto (JPN)   |
| Aten 2004 Detaljer...           | Luo Wei (CHN)          | Elisavet Mystakidou (GRE)  | Hwang Kyung-seon (KOR) |
| Peking 2008 Detaljer...         | Hwang Kyung-seon (KOR) | Karine Sergerie (CAN)      | Gwladys Épangue (FRA)  |
| Peking 2008 Detaljer...         | Hwang Kyung-seon (KOR) | Karine Sergerie (CAN)      | Sandra Šarić (CRO)     |
| London 2012 Detaljer...         | Hwang Kyung-seon (KOR) | Nur Tatar (TUR)            | Paige McPherson (USA)  |
| London 2012 Detaljer...         | Hwang Kyung-seon (KOR) | Nur Tatar (TUR)            | Helena Fromm (GER)     |
| Rio de Janeiro 2016 Detaljer... | Oh Hye-ri (KOR)        | Haby Niaré (FRA)           | Ruth Gbagbi (CIV)      |
| Rio de Janeiro 2016 Detaljer... | Oh Hye-ri (KOR)        | Haby Niaré (FRA)           | Nur Tatar (TUR)        |
| Tokyo 2020 Detaljer...          | Matea Jelić (CRO)      | Lauren Williams (GBR)      | Ruth Gbagbi (CIV)      |
| Tokyo 2020 Detaljer...          | Matea Jelić (CRO)      | Lauren Williams (GBR)      | Hedaya Malak (EGY)     |
| Paris 2024 Detaljer...          | Viviana Márton Ungern  | Aleksandra Perišić Serbien | Sarah Chaâri Belgien   |
| Paris 2024 Detaljer...          | Viviana Márton Ungern  | Aleksandra Perišić Serbien | Kristina Teachout USA  |

### Tungvikt +67 kg
| Spel                            | Guld                    | Silver                      | Brons                        |
| Sydney 2000 Detaljer...         | Chen Zhong (CHN)        | Natalia Ivanova (RUS)       | Dominique Bosshart (CAN)     |
| Aten 2004 Detaljer...           | Chen Zhong (CHN)        | Myriam Baverel (FRA)        | Adriana Carmona (VEN)        |
| Peking 2008 Detaljer...         | María Espinoza (MEX)    | Nina Solheim (NOR)          | Sarah Stevenson (GBR)        |
| Peking 2008 Detaljer...         | María Espinoza (MEX)    | Nina Solheim (NOR)          | Natália Falavigna (BRA)      |
| London 2012 Detaljer...         | Milica Mandić (SRB)     | Anne-Caroline Graffe (FRA)  | Anastasia Barysjnikova (RUS) |
| London 2012 Detaljer...         | Milica Mandić (SRB)     | Anne-Caroline Graffe (FRA)  | María Espinoza (MEX)         |
| Rio de Janeiro 2016 Detaljer... | Zheng Shuyin (CHN)      | María Espinoza (MEX)        | Bianca Walkden (GBR)         |
| Rio de Janeiro 2016 Detaljer... | Zheng Shuyin (CHN)      | María Espinoza (MEX)        | Jackie Galloway (USA)        |
| Tokyo 2020 Detaljer...          | Milica Mandić (SRB)     | Lee Da-bin (KOR)            | Althea Laurin (FRA)          |
| Tokyo 2020 Detaljer...          | Milica Mandić (SRB)     | Lee Da-bin (KOR)            | Bianca Walkden (GBR)         |
| Paris 2024 Detaljer...          | Althéa Laurin Frankrike | Svetlana Osipova Uzbekistan | Lee Da-bin Sydkorea          |
| Paris 2024 Detaljer...          | Althéa Laurin Frankrike | Svetlana Osipova Uzbekistan | Nafia Kuş Turkiet            |

## Herrar

### Flugvikt 58 kg

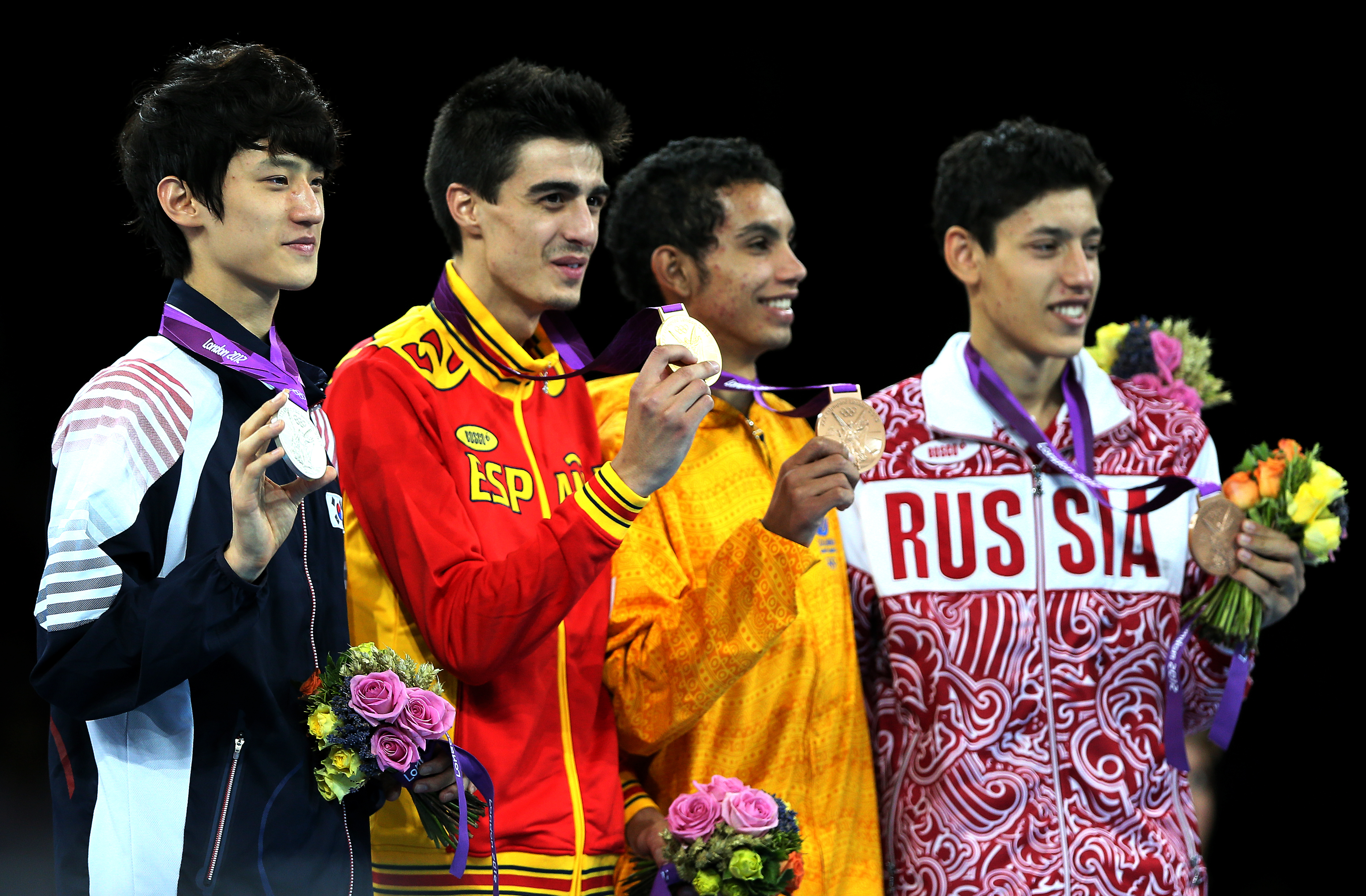
Medaljörerna i 58-kilosklassen 2012.

| Spel                            | Guld                     | Silver                        | Brons                            |
| Sydney 2000 Detaljer...         | Michail Mouroutsos (GRE) | Gabriel Esparza (ESP)         | Huang Chih-hsiung (TPE)          |
| Aten 2004 Detaljer...           | Chu Mu-Yen (TPE)         | Óscar Salazar (MEX)           | Tamer Bayoumi (EGY)              |
| Peking 2008 Detaljer...         | Guillermo Pérez (MEX)    | Yulis Gabriel Mercedes (DOM)  | Rohullah Nikpai (AFG)            |
| Peking 2008 Detaljer...         | Guillermo Pérez (MEX)    | Yulis Gabriel Mercedes (DOM)  | Chu Mu-Yen (TPE)                 |
| London 2012 Detaljer...         | Joel González (ESP)      | Lee Dae-hoon (KOR)            | Óscar Muñoz (COL)                |
| London 2012 Detaljer...         | Joel González (ESP)      | Lee Dae-hoon (KOR)            | Aleksej Denisenko (RUS)          |
| Rio de Janeiro 2016 Detaljer... | Zhao Shuai (CHN)         | Tawin Hanprab (THA)           | Luisito Pié (DOM)                |
| Rio de Janeiro 2016 Detaljer... | Zhao Shuai (CHN)         | Tawin Hanprab (THA)           | Kim Tae-hun (KOR)                |
| Tokyo 2020 Detaljer...          | Vito Dell'Aquila (ITA)   | Mohamed Khalil Jendoubi (TUN) | Michail Artamonov (ROC)          |
| Tokyo 2020 Detaljer...          | Vito Dell'Aquila (ITA)   | Mohamed Khalil Jendoubi (TUN) | Jang Jun (KOR)                   |
| Paris 2024 Detaljer...          | Park Tae-joon Sydkorea   | Qaşim Maqomedov Azerbajdzjan  | Cyrian Ravet Frankrike           |
| Paris 2024 Detaljer...          | Park Tae-joon Sydkorea   | Qaşim Maqomedov Azerbajdzjan  | Mohamed Khalil Jendoubi Tunisien |

### Fjädervikt 68 kg

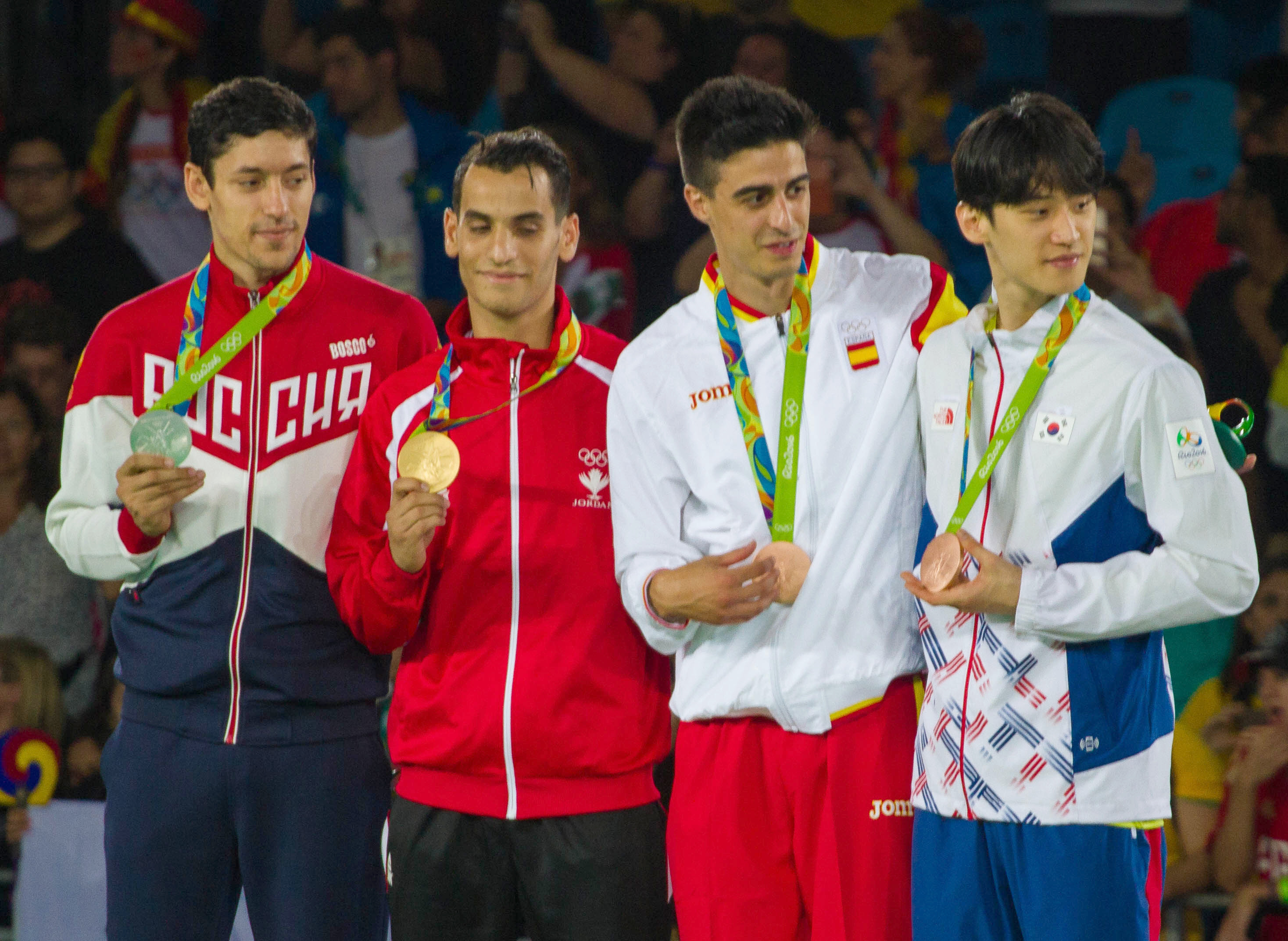
Medaljörerna i 68-kilosklassen 2016.

| Spel                            | Guld                        | Silver                         | Brons                   |
| Sydney 2000 Detaljer...         | Steven López (USA)          | Sin Joon-sik (KOR)             | Hadi Saei (IRI)         |
| Aten 2004 Detaljer...           | Hadi Saei (IRI)             | Huang Chih-hsiung (TPE)        | Song Myeong-seob (KOR)  |
| Peking 2008 Detaljer...         | Son Tae-jin (KOR)           | Mark López (USA)               | Servet Tazegül (TUR)    |
| Peking 2008 Detaljer...         | Son Tae-jin (KOR)           | Mark López (USA)               | Sung Yu-chi (TPE)       |
| London 2012 Detaljer...         | Servet Tazegül (TUR)        | Mohammad Bagheri Motamed (IRI) | Terrence Jennings (USA) |
| London 2012 Detaljer...         | Servet Tazegül (TUR)        | Mohammad Bagheri Motamed (IRI) | Rohullah Nikpai (AFG)   |
| Rio de Janeiro 2016 Detaljer... | Ahmad Abughaush (JOR)       | Aleksej Denisenko (RUS)        | Lee Dae-hoon (KOR)      |
| Rio de Janeiro 2016 Detaljer... | Ahmad Abughaush (JOR)       | Aleksej Denisenko (RUS)        | Joel González (ESP)     |
| Tokyo 2020 Detaljer...          | Ulugbek Rashitov (UZB)      | Bradly Sinden (GBR)            | Hakan Reçber (TUR)      |
| Tokyo 2020 Detaljer...          | Ulugbek Rashitov (UZB)      | Bradly Sinden (GBR)            | Zhao Shuai (CHN)        |
| Paris 2024 Detaljer...          | Ulugbek Rashitov Uzbekistan | Zaid Kareem Jordanien          | Liang Yushuai Kina      |
| Paris 2024 Detaljer...          | Ulugbek Rashitov Uzbekistan | Zaid Kareem Jordanien          | Edival Pontes Brasilien |

### Mellanvikt 80 kg
| Spel                            | Guld                       | Silver                   | Brons                  |
| Sydney 2000 Detaljer...         | Ángel Matos (CUB)          | Faissal Ebnoutalib (GER) | Víctor Estrada (MEX)   |
| Aten 2004 Detaljer...           | Steven López (USA)         | Bahri Tanrıkulu (TUR)    | Yosef Karami (IRI)     |
| Peking 2008 Detaljer...         | Hadi Saei (IRI)            | Mauro Sarmiento (ITA)    | Zhu Guo (CHN)          |
| Peking 2008 Detaljer...         | Hadi Saei (IRI)            | Mauro Sarmiento (ITA)    | Steven López (USA)     |
| London 2012 Detaljer...         | Sebastián Crismanich (ARG) | Nicolás García (ESP)     | Lutalo Muhammad (GBR)  |
| London 2012 Detaljer...         | Sebastián Crismanich (ARG) | Nicolás García (ESP)     | Mauro Sarmiento (ITA)  |
| Rio de Janeiro 2016 Detaljer... | Cheick Sallah Cissé (CIV)  | Lutalo Muhammad (GBR)    | Milad Beigi (AZE)      |
| Rio de Janeiro 2016 Detaljer... | Cheick Sallah Cissé (CIV)  | Lutalo Muhammad (GBR)    | Oussama Oueslati (TUN) |
| Tokyo 2020 Detaljer...          | Maksim Chramtsov (ROC)     | Saleh El-Sharabaty (JOR) | Toni Kanaet (CRO)      |
| Tokyo 2020 Detaljer...          | Maksim Chramtsov (ROC)     | Saleh El-Sharabaty (JOR) | Seif Eissa (EGY)       |
| Paris 2024 Detaljer...          | Firas Katoussi Tunisien    | Mehran Barkhordari Iran  | Simone Alessio Italien |
| Paris 2024 Detaljer...          | Firas Katoussi Tunisien    | Mehran Barkhordari Iran  | Edi Hrnic Danmark      |

### Tungvikt +80 kg

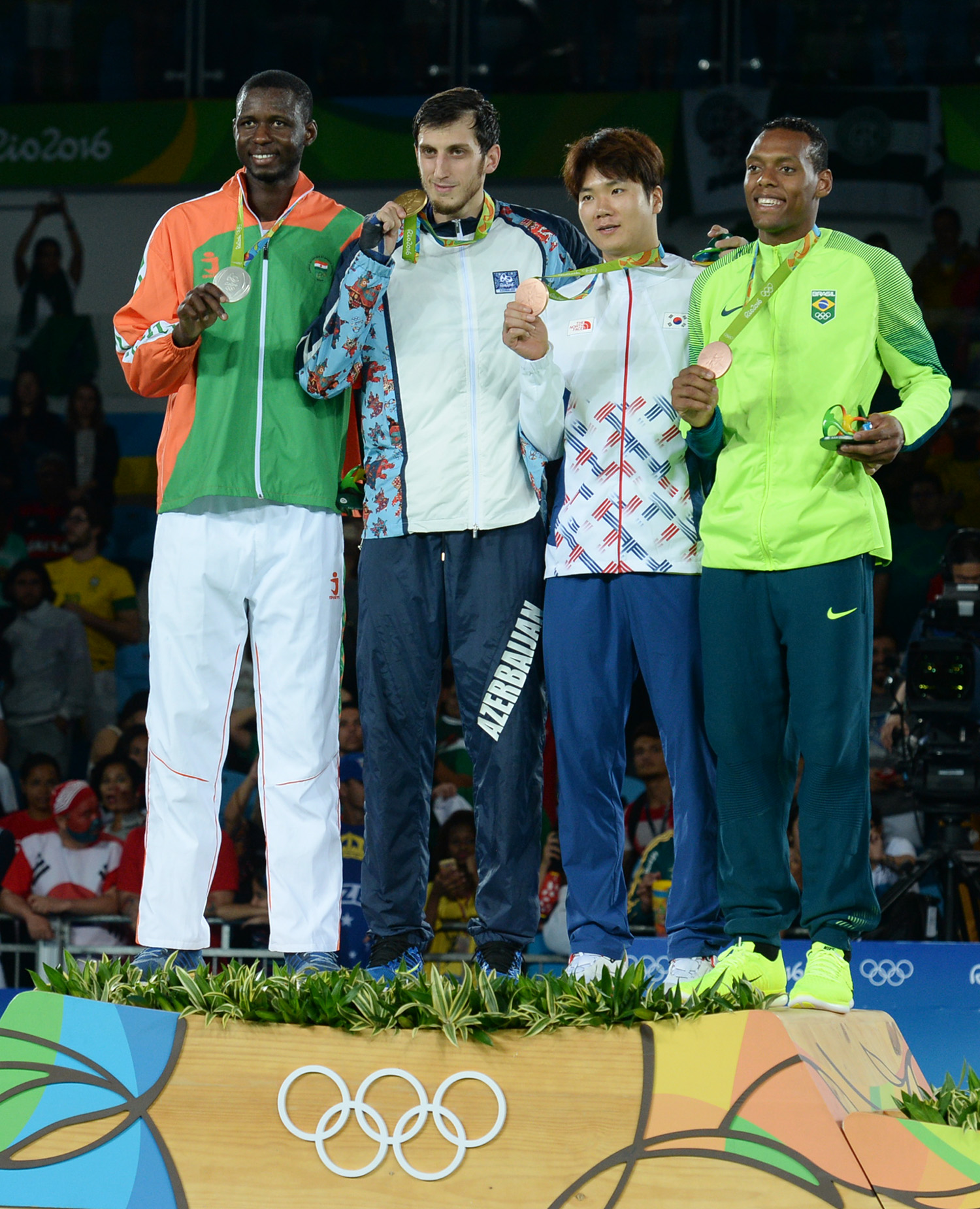
Medaljörerna i +80-kilosklassen 2016.

| Spel                            | Guld                  | Silver                          | Brons                               |
| Sydney 2000 Detaljer...         | Kim Kyong-hun (KOR)   | Daniel Trenton (AUS)            | Pascal Gentil (FRA)                 |
| Aten 2004 Detaljer...           | Moon Dae-sung (KOR)   | Alexandros Nikolaidis (GRE)     | Pascal Gentil (FRA)                 |
| Peking 2008 Detaljer...         | Cha Dong-min (KOR)    | Alexandros Nikolaidis (GRE)     | Chika Chukwumerije (NGR)            |
| Peking 2008 Detaljer...         | Cha Dong-min (KOR)    | Alexandros Nikolaidis (GRE)     | Arman Sjilmanov (KAZ)               |
| London 2012 Detaljer...         | Carlo Molfetta (ITA)  | Anthony Obame (GAB)             | Robelis Despaigne (CUB)             |
| London 2012 Detaljer...         | Carlo Molfetta (ITA)  | Anthony Obame (GAB)             | Liu Xiaobo (CHN)                    |
| Rio de Janeiro 2016 Detaljer... | Radik Isajev (AZE)    | Abdoul Issoufou (NIG)           | Maicon Siqueira (BRA)               |
| Rio de Janeiro 2016 Detaljer... | Radik Isajev (AZE)    | Abdoul Issoufou (NIG)           | Cha Dong-min (KOR)                  |
| Tokyo 2020 Detaljer...          | Vladislav Larin (ROC) | Dejan Georgievski (MKD)         | In Kyo-don (KOR)                    |
| Tokyo 2020 Detaljer...          | Vladislav Larin (ROC) | Dejan Georgievski (MKD)         | Rafael Alba (CUB)                   |
| Paris 2024 Detaljer...          | Arian Salimi Iran     | Caden Cunningham Storbritannien | Rafael Alba Kuba                    |
| Paris 2024 Detaljer...          | Arian Salimi Iran     | Caden Cunningham Storbritannien | Cheick Sallah Cissé Elfenbenskusten |

## Statistik

### Idrottare med flest medaljer
Idrottare som vunnit två eller fler medaljer.
| Idrottare               | Nation           | Kön  | Spel[a]   | Guld | Silver | Brons | Totalt |
| ----------------------- | ---------------- | ---- | --------- | ---- | ------ | ----- | ------ |
| Hadi Saei               | Iran             | Herr | 2000–2008 | 2    | 0      | 1     | 3      |
| Hwang Kyung-seon        | Sydkorea         | Dam  | 2004–2012 | 2    | 0      | 1     | 3      |
| Panipak Wongpattanakit  | Thailand         | Dam  | 2016–2024 | 2    | 0      | 1     | 3      |
| Steven López            | USA              | Herr | 2000–2008 | 2    | 0      | 1     | 3      |
| María Espinoza          | Mexiko           | Dam  | 2008–2016 | 1    | 1      | 1     | 3      |
| Chen Zhong              | Kina             | Dam  | 2000–2004 | 2    | 0      | 0     | 2      |
| Wu Jingyu               | Kina             | Dam  | 2008–2012 | 2    | 0      | 0     | 2      |
| Jade Jones              | Storbritannien   | Dam  | 2012–2016 | 2    | 0      | 0     | 2      |
| Milica Mandić           | Serbien          | Dam  | 2016–2020 | 2    | 0      | 0     | 2      |
| Ulugbek Rashitov        | Uzbekistan       | Herr | 2020–2024 | 2    | 0      | 0     | 2      |
| Chu Mu-yen              | Kinesiska Taipei | Herr | 2004–2008 | 1    | 0      | 1     | 2      |
| Servet Tazegül          | Turkiet          | Herr | 2008–2012 | 1    | 0      | 1     | 2      |
| Cha Dong-min            | Sydkorea         | Herr | 2008,2016 | 1    | 0      | 1     | 2      |
| Joel González           | Spanien          | Herr | 2012–2016 | 1    | 0      | 1     | 2      |
| Zhao Shuai              | Kina             | Herr | 2016–2020 | 1    | 0      | 1     | 2      |
| Cheick Sallah Cissé     | Elfenbenskusten  | Herr | 2016–2024 | 1    | 0      | 1     | 2      |
| Althéa Laurin           | Frankrike        | Dam  | 2020–2024 | 1    | 0      | 1     | 2      |
| Alexandros Nikolaidis   | Grekland         | Herr | 2004–2008 | 0    | 2      | 0     | 2      |
| Huang Chih-hsiung       | Kinesiska Taipei | Herr | 2000–2004 | 0    | 1      | 1     | 2      |
| Mauro Sarmiento         | Italien          | Herr | 2008–2012 | 0    | 1      | 1     | 2      |
| Nur Tatar               | Turkiet          | Dam  | 2012–2016 | 0    | 1      | 1     | 2      |
| Aleksej Denisenko       | Ryssland         | Herr | 2012–2016 | 0    | 1      | 1     | 2      |
| Lee Da-bin              | Sydkorea         | Dam  | 2020–2024 | 0    | 1      | 1     | 2      |
| Mohamed Khalil Jendoubi | Tunisien         | Herr | 2020–2024 | 0    | 1      | 1     | 2      |
| Lee Dae-hoon            | Sydkorea         | Herr | 2012–2016 | 0    | 1      | 1     | 2      |
| Lutalo Muhammad         | Storbritannien   | Herr | 2012–2016 | 0    | 1      | 1     | 2      |
| Tijana Bogdanović       | Serbien          | Dam  | 2016–2020 | 0    | 1      | 1     | 2      |
| Pascal Gentil           | Frankrike        | Herr | 2000–2004 | 0    | 0      | 2     | 2      |
| Rohullah Nikpai         | Afghanistan      | Herr | 2008–2012 | 0    | 0      | 2     | 2      |
| Ruth Gbagbi             | Elfenbenskusten  | Dam  | 2016–2020 | 0    | 0      | 2     | 2      |
| Hedaya Malak            | Egypten          | Dam  | 2016–2020 | 0    | 0      | 2     | 2      |
| Bianca Walkden          | Storbritannien   | Dam  | 2016–2020 | 0    | 0      | 2     | 2      |
| Kimia Alizadeh          | Iran/ Bulgarien  | Dam  | 2016–2024 | 0    | 0      | 2     | 2      |
| Rafael Alba             | Kuba             | Herr | 2020–2024 | 0    | 0      | 2     | 2      |

a  De spel vid vilka medaljerna togs.